# Butler Rocks
Butler Rocks är en kulle i Antarktis. Den ligger i Västantarktis. Argentina och Storbritannien gör anspråk på området. Toppen på Butler Rocks är 910 meter över havet.
Terrängen runt Butler Rocks är varierad. Trakten är obefolkad. Det finns inga samhällen i närheten.